# 김해월산초등학교
월산초등학교는 경상남도 김해시 능동로 123(부곡동)에 있는 공립 초등학교이다.

## 학교 연혁
- 2001년 1월 4일: ‘월산초등학교’ 설립인가
- 2001년 3월 1일: ‘월산초등학교’ 개교

## 참고 자료
- 김해월산초등학교 - 한국교육학술정보원 학교알리미